# Mikkel Damgaard
Mikkel Damgaard er en dansk pladeproducer, sangskriver og keyboardspiller. Han er primært kendt for sin tilknytning til bandet Love Shop, som han har spillet med siden 1999.

## Karriere
Efter endt uddannelse på Musicians Institute i Hollywood i Californien i 1992, hvor Mikkel Damgaard fik udmærkelsen “keyboard student of the year”, har han været aktiv på den danske musikscene siden midten af 1990’erne.
Han medvirkede på ex-Flopstarz’ Q’s (Allan Ricky Kristensen) album Me’ på den værste fra 1998, hvor han spillede keyboards. I 1999 medvirkede han på keyboards på Love Shops album Det løse liv. Sideløbende med samarbejdet med Love Shop medvirkede Damgaard på en række udgivelser med bl.a. Camille Jones, Kim Wagner, Dolores J og Danny Cool.
Han medvirkede tillige på de to Love Shop album Anti og National, og livealbummet Copenhagen Screaming!; de tre sidste albums med de oprindelige medlemmer af Love Shop (Unmack og Hassig). Sideløbende hermed medvirkede han på indspilninger med Outlandish, Den Gale Pose, Caroline Henderson og Det brune punktum.
Efter at det oprindelige Love Shop satte samarbejdet på pause, medvirkede Damgaard på soloprojekter fra Jens Unmack og Henrik Hall. Damgaard producerede Halls første soloalbum Solo og har siden produceret musik for en række artister, herunder Sanne Salomonsen.
Da Love Shop blev gendannet med ny besætning, medvirkede Damgaard på keyboards, ligesom han producerede den reorganiserede gruppes første album Frelsens Hær fra 2010 og har spillet med bandet siden. Han er i dag fast medlem af bandet.